# Diodato
Diodato, właściwie Antonio Diodato (ur. 30 sierpnia 1981 w Aoście) – włoski piosenkarz i autor piosenek.
Na rynku fonograficznym debiutował w 2007, wydając pierwszą autorską epkę. Od tamtej pory wydał cztery albumy studyjne: E forse sono pazzo (2013), A ritrovar bellezza (2014), Cosa siamo diventati (2017) i Che vita meravigliosa (2020).
Uczestnik 64. Festiwalu Piosenki Włoskiej w San Remo (2014), 68. edycji festiwalu (2018) i zwycięzca 70. edycji festiwalu (2020). Niedoszły reprezentant Włoch w 65. Konkursie Piosenki Eurowizji (2020) z utworem „Fai rumore”. W maju 2020 wystąpił w projekcie Eurovision Home Concerts, w którym wykonał „Fai rumore” i cover kompozycji „Piove (Ciao, ciao bambina)” Domenico Modugno. W maju 2022 zaśpiewał utwór „Fai rumore” jako gość specjalny w pierwszym półfinale 66. Konkursu Piosenki Eurowizji organizowanego w Turynie.

## Dyskografia

### Albumy
| Tytuł                 | Dane dot. albumu                                                                     | Najwyższa pozycja na liście | Certyfikacja    |
| Tytuł                 | Dane dot. albumu                                                                     | ITA                         | Certyfikacja    |
| --------------------- | ------------------------------------------------------------------------------------ | --------------------------- | --------------- |
| E forse sono pazzo    | - Wydany: 26 kwietnia 2013 - Format: Digital download - Wytwórnia: Le Narcisse       | –                           |                 |
| A ritrovar bellezza   | - Wydany: 29 października 2014 - Format: Digital download - Wytwórnia: Le Narcisse   | –                           |                 |
| Cosa siamo diventati  | - Wydany: 27 stycznia 2017 - Format: Digital download - Wytwórnia: Carosello Records | 48                          |                 |
| Che vita meravigliosa | - Wydany: 14 lutego 2020 - Format: Digital download - Wytwórnia: Carosello Records   | 4                           | - FIMI: Platyna |

### Singiel
| Tytuł                           | Rok  | Najwyższa pozycja na liście | Najwyższa pozycja na liście | Najwyższa pozycja na liście | Certyfikacja       | Album                 |
| Tytuł                           | Rok  | ITA                         | SWI                         | CRO                         | Certyfikacja       | Album                 |
| ------------------------------- | ---- | --------------------------- | --------------------------- | --------------------------- | ------------------ | --------------------- |
| „Amore che vieni amore che vai” | 2013 | –                           | –                           | –                           |                    | E forse sono pazzo    |
| „Ubriaco”                       | 2014 | –                           | –                           | –                           |                    | E forse sono pazzo    |
| „Babilonia”                     | 2014 | 69                          | –                           | –                           |                    | E forse sono pazzo    |
| „Se solo avessi un altro”       | 2014 | –                           | –                           | –                           |                    | E forse sono pazzo    |
| „I miei demoni”                 | 2014 | –                           | –                           | –                           |                    | E forse sono pazzo    |
| „Eternità”                      | 2014 | –                           | –                           | –                           |                    | A ritrovar bellezza   |
| „Mi si scioglie la bocca”       | 2016 | –                           | –                           | –                           |                    | Cosa siamo diventati  |
| „Di questa felicità”            | 2017 | –                           | –                           | –                           |                    | Cosa siamo diventati  |
| „Cretino che sei”               | 2017 | –                           | –                           | –                           |                    | –                     |
| „Adesso” (with Roy Paci)        | 2018 | 28                          | –                           | –                           |                    |                       |
| „Essere semplice”               | 2018 | –                           | –                           | –                           |                    |                       |
| „Il commerciante”               | 2019 | –                           | –                           | –                           |                    | Che vita meravigliosa |
| „Non ti amo più”                | 2019 | –                           | –                           | –                           |                    | Che vita meravigliosa |
| „Che vita meravigliosa”         | 2019 | 51                          | –                           | –                           | - FIMI: Złoto      | Che vita meravigliosa |
| „Fai rumore”                    | 2020 | 1                           | 36                          | 66                          | - FIMI: 3× Platyna | Che vita meravigliosa |
| „Un’altra estate”               | 2020 | –                           | –                           | –                           |                    | Che vita meravigliosa |
| „Fino a farci scomparire”       | 2020 | –                           | –                           | –                           | - FIMI: Złoto      | Che vita meravigliosa |
| „L’ uomo dietro il campione”    | 2021 | –                           | –                           | –                           |                    | –                     |